# Saison 2009-2010 du FC Saint-Gall
 (août 2023).
Si vous disposez d'ouvrages ou d'articles de référence ou si vous connaissez des sites web de qualité traitant du thème abordé ici, merci de compléter l'article en donnant les références utiles à sa vérifiabilité et en les liant à la section « Notes et références ».
Maillots
Chronologie
Saison précédente Saison suivante
Le FC Saint-Gall joue pour la saison 2009-2010 en Axpo Super League, la première division suisse, après avoir joué en Challenge League la saison précédente.
L'équipe entraînée par l'Italien Uli Forte se maintient parmi l'élite avec une sixième place à l'issue de la saison avec 46 points. Le FC Saint-Gall parvient à atteindre le stade des demi-finales de la Coupe de Suisse de football 2009-2010, où il est éliminé par le FC Lausanne-Sport.

## Effectif

### Gardiens
| N° | Nom          | Date de naissance | Nationalité |
| 1  | Daniel Lopar | 19 avril 1985     | Suisse      |
| 18 | Reto Bolli   | 2 mars 1979       | Suisse      |

### Défenseurs
| N° | Nom                     | Date de naissance | Nationalité       |
| 3  | Cesar De Souza Fernando | 12 septembre 1980 | Brésil            |
| 4  | Bernt Haas              | 8 avril 1978      | Suisse            |
| 5  | Lukas Schenkel          | 1er avril 1984    | Suisse            |
| 6  | Juan Pablo Garat        | 19 avril 1983     | Argentine, Italie |
| 17 | Marc Zellweger          | 17 octobre 1973   | Suisse            |
| 19 | Jiří Koubský            | 5 août 1982       | Tchéquie          |
| 24 | Marco Hämmerli          | 7 mai 1985        | Suisse            |

### Milieux
| N° | Nom                    | Date de naissance | Nationalité    |
| 8  | Vieira Jardim Zé Vitor | 11 février 1982   | Portugal       |
| 9  | Pa Modou Jagne         | 26 décembre 1989  | Gambie         |
| 13 | Michael Lang           | 8 février 1991    | Suisse         |
| 14 | Sebastian Kollar       | 23 février 1987   | Suisse         |
| 15 | Philipp Muntwiler      | 25 février 1987   | Suisse         |
| 16 | Thomas Knöpfel         | 9 novembre 1983   | Suisse         |
| 21 | Diego Ciccone          | 21 juillet 1987   | Italie, Suisse |
| 25 | Adrian Winter          | 8 juillet 1986    | Suisse         |
| 29 | Yago Bellon            | 28 août 1989      | Suisse         |
| 7  | Kristian Nushi         | 25 juillet 1982   | Kosovo         |

### Attaquants
| N° | Nom             | Date de naissance | Nationalité   |
| 20 | Moreno Costanzo | 20 février 1988   | Suisse        |
| 22 | Moreno Merenda  | 17 mai 1978       | Suisse        |
| 26 | Mario Cáceres   | 17 mars 1981      | Chili         |
| 10 | Mario Frick     | 7 septembre 1974  | Liechtenstein |